# Nera (Italië)
De Nera is een rivier in Umbrië, die ontspringt in Vallinfante in de Sibillijnse Bergen. Bij Marmore (Terni) is in de Romeinse tijd een waterval gebouwd, de Cascata delle Marmore, waardoor de Velino in de Nera uitmondt. De Nera mondt bij Orte uit in de Tiber.

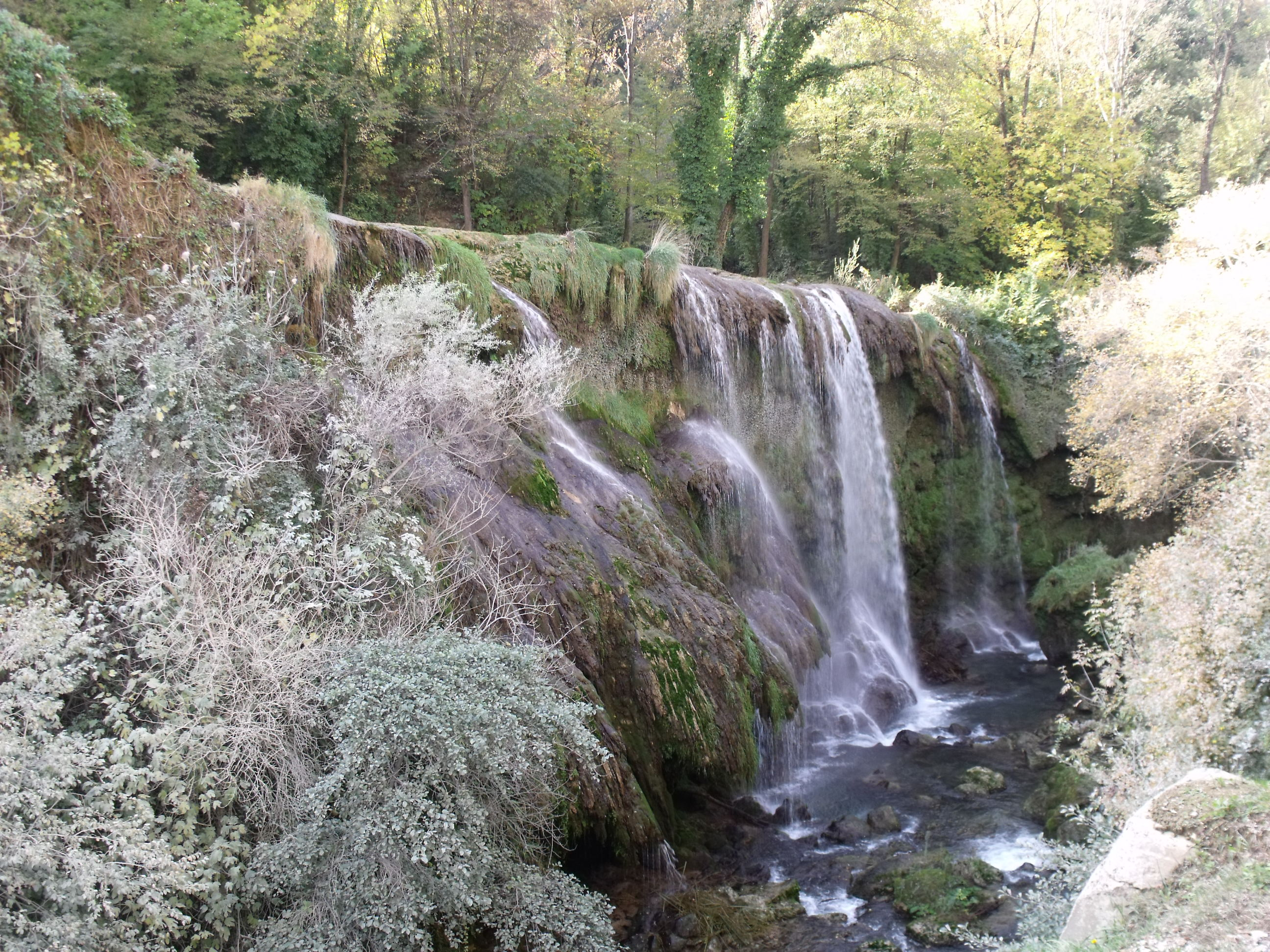
De uitmonding van de Velino in de Nera
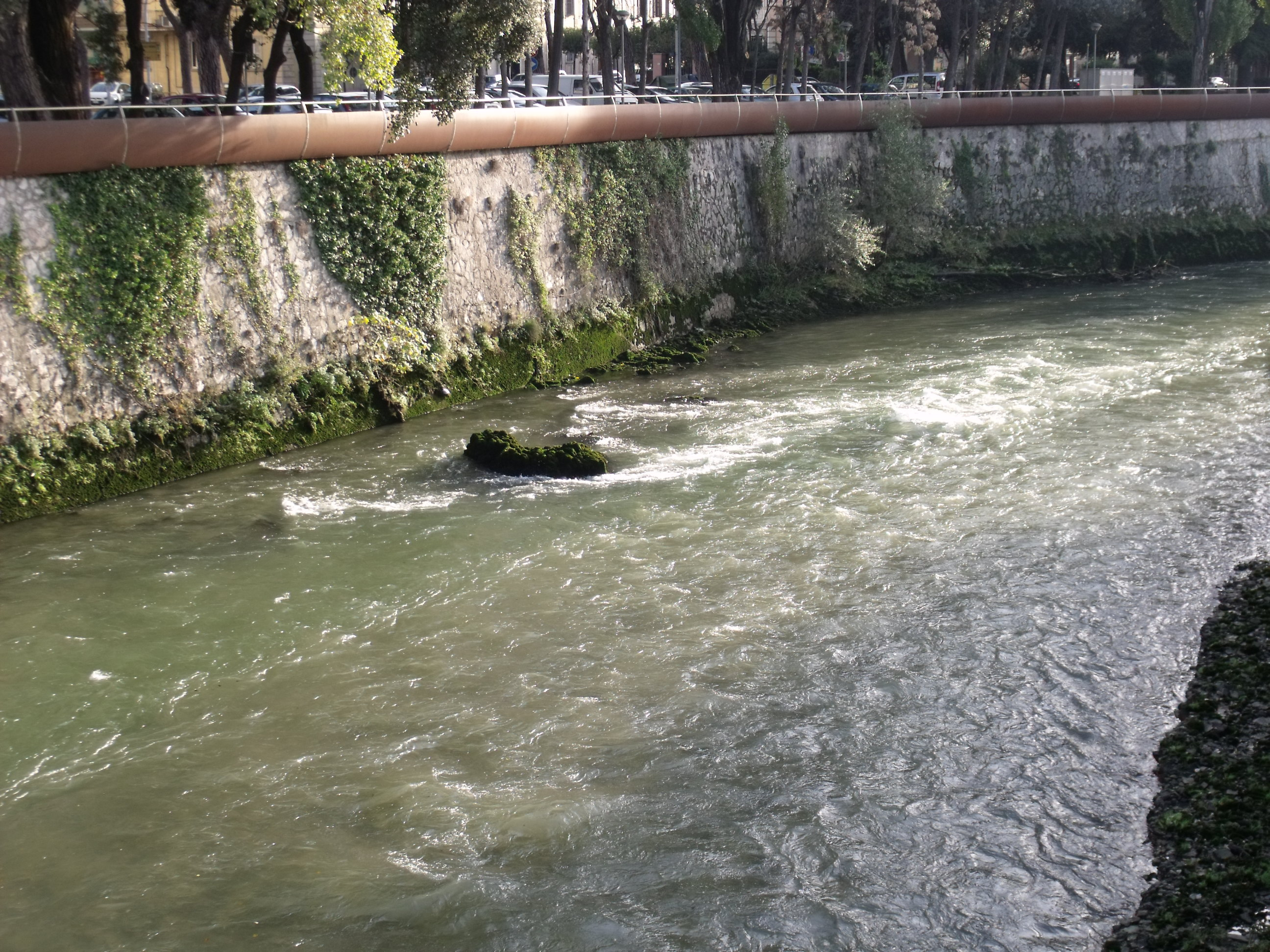
De Nera in Terni
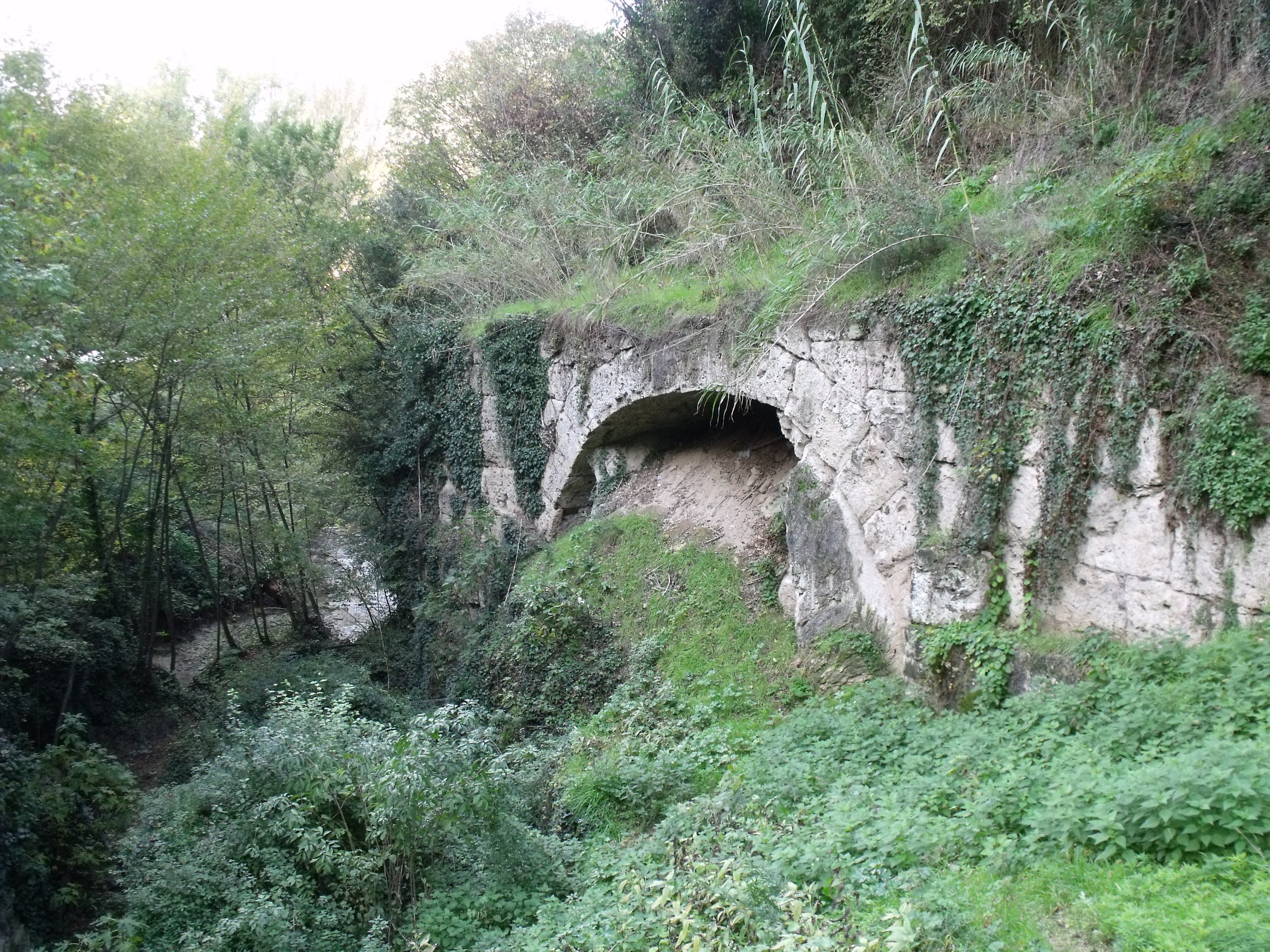
De Romeinse brug Ponte del Toro ten zuidoosten van Terni

- Gemeinsame Normdatei: 4562035-0
- Library of Congress Control Number: sh93007513
- Nationale Bibliotheek van Israël: 987007544364205171
- Virtual International Authority File: 241211755